# Горњи Класнић
Горњи Класнић је насељено мјесто на подручју града Глине, у Банији, Сисачко-мославачка жупанија, Република Хрватска.

## Историја
Горњи Класнић се од распада Југославије до августа 1995. године налазио у Републици Српској Крајини. Током агресије на РСК, многи Срби су протерани из Горњег Класнића.

## Становништво
На попису становништва 2011. године, Горњи Класнић је имао 41 становника.
| Националност       | 1991. | 1981. | 1971. | 1961. |
| Срби               | 285   | 416   | 553   | 645   |
| Југословени        | 3     | 3     | 4     |       |
| Хрвати             | 2     | 4     | 4     | 2     |
| остали и непознато | 4     | 2     | 3     | 2     |
| Укупно             | 294   | 425   | 564   | 649   |

| Демографија | Демографија | Демографија |
| Година      | Становника  | Становника  |
| ----------- | ----------- | ----------- |
| 1948.       | 776         |             |
| 1953.       | 739         |             |
| 1961.       | 649         |             |
| 1971.       | 564         |             |
| 1981.       | 425         |             |
| 1991.       | 294         |             |
| 2001.       | 75          |             |
| 2011.       |             | 41          |

## Попис 1991.
На попису становништва 1991. године, насељено место Горњи Класнић је имало 294 становника, следећег националног састава:
| Попис 1991.‍  | Попис 1991.‍  | Попис 1991.‍ | Попис 1991.‍ | Попис 1991.‍ |
| ------------ | ------------ | ----------- | ----------- | ----------- |
|              |              |             |             |             |
| Срби         | Срби         |             | 285         | 96,93%      |
| Југословени  | Југословени  |             | 3           | 1,02%       |
| Хрвати       | Хрвати       |             | 2           | 0,68%       |
| неопредељени | неопредељени |             | 1           | 0,34%       |
| непознато    | непознато    |             | 3           | 1,02%       |
| укупно: 294  |              |             |             |             |

## Знамените личности
- Мирко Демић, српски књижевник